# Charaxes maculatus
Charaxes maculatus är en fjärilsart som beskrevs av Suffert 1904. Charaxes maculatus ingår i släktet Charaxes och familjen praktfjärilar. Inga underarter finns listade i Catalogue of Life.